# Rajesh Koothrappali
Rajesh Ramayan Koothrappali este un personaj fictiv din serialul de televiziune Teoria Big Bang, jucat de actorul Kunal Nayyar. El este cel mai bun prieten al lui Howard Wolowitz și unul din personajele principale ale seriei. El lucrează în departamentul de fizică al Caltech, având specializarea de astrofizician - particule. Pentru descoperirea unei planete din afara centurii Kuiper (pe care a numit-o "Planeta Bollywood"), el a fost inclus în topul „30 sub 30” de urmărit, al revistei People, primind un birou mai mare și un statut de celebritate.